# 魯比奧 (委內瑞拉)
7°42′N 72°21′W / 7.700°N 72.350°W

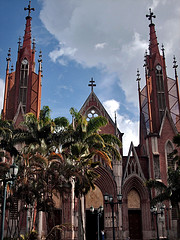

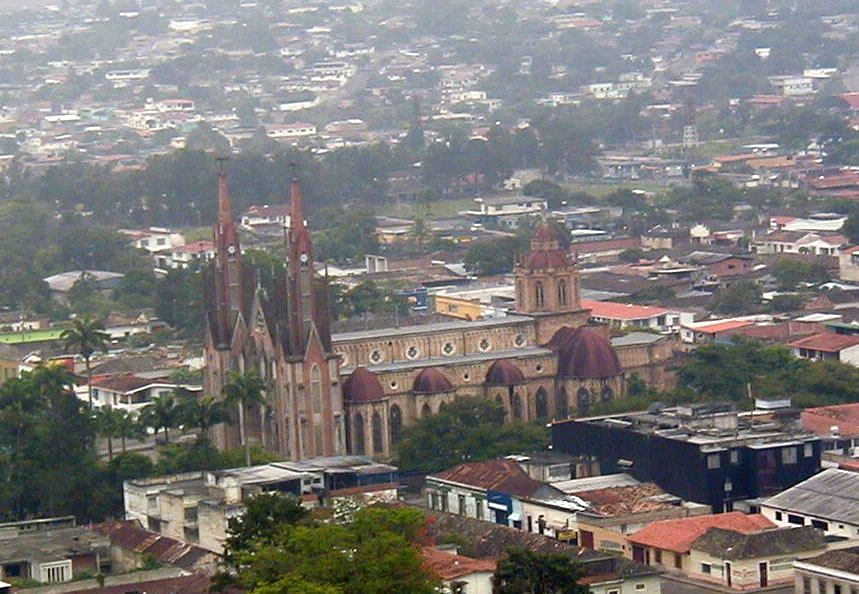

魯比奧（西班牙語：Rubio），是委內瑞拉的城市，位於該國西南部塔奇拉州，是胡寧市的首府，始建於1794年12月9日，面積163平方公里，海拔高度825米，主要經濟活動有種植咖啡，2013年人口95,041。